# Уили Бендиксен
Рагнар „Уили“ Бендиксен (на норвежки: Ragnar „Willy“ Bendiksen) е норвежки хевиметъл музикант, свирещ на ударни инструменти за редица групи и изпълнители, като най-значителни са участието му в проектите на Йорн Ланде и Кен Хенсли и Лайв Файър.
Уили Бендиксен е по произход от Гибостад в провинция Тромс.Той е известен, наред с други неща, с това, че е свирил с Йорн Ланде в продължение на няколко години в различни групи, както и свири за артисти като Джон Норъм от „Юръп“, Браян Робъртсън от „Тин Лизи“, Бърни Марсдън от „Уайтснейк“ и в Кен Хенсли и Лайв Файър. От норвежки артисти той е свирил за Рони Ле Текрьо, FLAX, Мариус Мюлер, Криси и Гри Янике Ярлум.

## Избрана дискография
| Hardt Mot Hardt                      | Høst                    | On Records                        | 1976 |
| Draculas Datter                      | Jannicke                | Arco Records                      | 1983 |
| Running Away                         | Road                    | Road Records                      | 1985 |
| Sail Away                            | Blonde On Blonde        | CNR                               | 1988 |
| Hello Friend                         | St. Helena              | Colours                           | 1991 |
| Dedicated To Thin Lizzy              | Bad Habitz              | Vertigo                           | 1993 |
| Extra Strong String                  | Ronni Le Tekrø          | Avalon                            | 1998 |
| Starfire                             | Jorn                    | Frontiers Records                 | 2000 |
| In Concert, Norway                   | Ken Hensley & Live Fire | M.A.T. Music Theme, Licensing Ltd | 2005 |
| Unlocking The Past                   | Jorn                    | Frontiers Records                 | 2007 |
| Tales Of Live Fire & Other Mysteries | Ken Hensley & Live Fire | HNE Recordings Ltd                | 2020 |